# Карлос (принц Астурійський)
Ка́рлос (ісп. Carlos; 8 липня 1545 — 24 липня 1568) — кастильський інфант, принц Астурійський (1560—1568). Представник австрійського Габсбурського дому. Народився у Вальядоліді, Кастилія. Первісток кастильського короля Філіпа II та португальської інфанти Марії-Мануели. Боячись його втечі за кордон, батько заневолив його в одній з віддалених кімнат палацу. Помер бездітним у Мадриді.

## Імена
- Карл, або Кароль (лат. Karolus) — у латинських документах.
- Карлос (ісп. Carlos) — у іспанських документах.
- Карлуш (порт. Carlos) — у португальських документах.
- Карлос Астурійський (ісп. Carlos de Austria) — за назвою титулу.

## Біографія
Народився в Вальядоліді. Його хрещеним батьком був Алейшу де Мінезіш, португальський посол в Кастилії.
Мати Карлоса померла через чотири дні після його народження від пологової кровотечі. Карлос був старшим законним сином Філіпа II і тим самим спадкоємцем іспанського престолу. Він ріс сутулим і не міг контролювати себе. Передбачається, що це було наслідком кровозмішення, яке практикувалося у Габсбургів і між королівськими домами Іспанії та Португалії. У Дона Карлоса було всього чотири прадіди та прабабусі при можливих вісьмох і тільки шість прапрадідів і прапрабабок з можливих шістнадцяти.
У 1559 році інфант Карлос був заручений з Єлизаветою Валуа, дочкою короля Франції Генріха II, але кількома місяцями пізніше з політичних міркувань вона була видана заміж за його батька, в результаті укладення Като-Камбрезийского миру між Іспанією і Францією.
Принцу були запропоновані інші наречені: Марія Стюарт, Маргарита Валуа (інша дочка Генріха II) і Анна Австрійська (дочка імператора Максиміліана II, яка згодом стала четвертою дружиною Філіпа II).
Хоча душевне здоров'я погіршувався з кожним роком, він був названий в 1560 році спадкоємцем Кастильського трону і трьома роками пізніше — Арагонського.
Після того як король призначив головнокомандувачем у Вісімдесятирічній війні не дона Карлоса, а Фернандо Альварес де Толедо, 3-го герцога Альба, дон Карлос повстав проти свого батька. У гніві він написав список найбільш ненависних людей, на першому місці в якому помістив свого батька. У цьому ж році він убив улюбленого коня Філіпа II. Щоб заспокоїти сина, Філіп призначив його міністром державної ради — роль з якою дон Карлос не дуже добре справлявся. Проте пізніше він знову посварився зі своїм батьком, і той позбавив його цієї посади.
З інфантом Карлосом часто траплялися різні неприємні історії через його напади гніву. Під час одного з таких випадків, погнавшись за служницею, він упав зі схіодів і настільки сильно вдарився головою, що був близький до смерті. Після численних спроб лікування йому зробили трепанацію черепа, що врятувало йому життя, але не покращило ментального стану. Він далі був сердитий на батька, а також нападав на кількох важливих осіб, зокрема на герцога Альбу, а пізніше пробував убити Хуана Австрійського за його нібито зраду.
У 1568 році дон Карлос, перебуваючи у ворожих відносинах з батьком, мав намір утекти з Іспанії в Нідерланди, але його плани, які він довірив Хуанові Австрійському, стали відомі батькові через лояльність останнього. Інфанта врешті було схоплено й ув'язнено в Альказарі Мадрида, де він через півроку помер. Філіп II довгий час намагався тримати ці несприятливі родинні обставини в секреті, і тому смерть інфанта викликала багато негативних домислів та пропагандистських звинувачень з боку ворожих до іспанської корони кіл. Підозра, що дон Карлос був отруєний за наказом Філіпа, не підтвердилося. Сучасні історики вважають, що дон Карлос помер від природних причин, викликаних порушенням діяльності шлунково-кишкового тракту: під час ув'язнення він сильно схуд, чергуючи тривале голодування з нападами булімії. Політично мотивовані пропагандистські легенди про ці таємниці Іспанського двору пізніше стали основою багатьох літературних та музичних творів.
Дон Карлос помер 24 липня 1568 року у віці 23 років.

## Родовід
|               |               |               |               |                   |                   |                   |                   |                   |                   |         |         |                      |                      |                      |                      |                      |                      |             |             |             |             |             |             |  |  |               |               | Жуан          | Жуан          | Жуан          | Жуан          | Жуан                   | Жуан                   |                        |                        | Ізабела Португальська  | Ізабела Португальська  | Ізабела Португальська | Ізабела Португальська | Ізабела Португальська | Ізабела Португальська |          |          |          |          |          |          |          |          |
|               |               |               |               |                   |                   |                   |                   |                   |                   |         |         |                      |                      |                      |                      |                      |                      |             |             |             |             |             |             |  |  |               |               | Жуан          | Жуан          | Жуан          | Жуан          | Жуан                   | Жуан                   |                        |                        | Ізабела Португальська  | Ізабела Португальська  | Ізабела Португальська | Ізабела Португальська | Ізабела Португальська | Ізабела Португальська |          |          |          |          |          |          |          |          |
|               |               |               |               |                   |                   |                   |                   |                   |                   |         |         |                      |                      |                      |                      |                      |                      |             |             |             |             |             |             |  |  |               |               |               |               |               |               |                        |                        |                        |                        |                        |                        |                       |                       |                       |                       |          |          |          |          |          |          |          |          |
|               |               |               |               |                   |                   |                   |                   |                   |                   |         |         |                      |                      |                      |                      |                      |                      |             |             |             |             |             |             |  |  |               |               |               |               |               |               |                        |                        |                        |                        |                        |                        |                       |                       |                       |                       |          |          |          |          |          |          |          |          |
| Максиміліан I | Максиміліан I | Максиміліан I | Максиміліан I | Максиміліан I     | Максиміліан I     |                   |                   | Марія I           | Марія I           | Марія I | Марія I | Марія I              | Марія I              |                      |                      |                      |                      | Фернандо II | Фернандо II | Фернандо II | Фернандо II | Фернандо II | Фернандо II |  |  | Ізабелла I    | Ізабелла I    | Ізабелла I    | Ізабелла I    | Ізабелла I    | Ізабелла I    |                        |                        |                        |                        | Беатриса               | Беатриса               | Беатриса              | Беатриса              | Беатриса              | Беатриса              |          |          | Фернанду | Фернанду | Фернанду | Фернанду | Фернанду | Фернанду |
| Максиміліан I | Максиміліан I | Максиміліан I | Максиміліан I | Максиміліан I     | Максиміліан I     |                   |                   | Марія I           | Марія I           | Марія I | Марія I | Марія I              | Марія I              |                      |                      |                      |                      | Фернандо II | Фернандо II | Фернандо II | Фернандо II | Фернандо II | Фернандо II |  |  | Ізабелла I    | Ізабелла I    | Ізабелла I    | Ізабелла I    | Ізабелла I    | Ізабелла I    |                        |                        |                        |                        | Беатриса               | Беатриса               | Беатриса              | Беатриса              | Беатриса              | Беатриса              |          |          | Фернанду | Фернанду | Фернанду | Фернанду | Фернанду | Фернанду |
|               |               |               |               |                   |                   |                   |                   |                   |                   |         |         |                      |                      |                      |                      |                      |                      |             |             |             |             |             |             |  |  |               |               |               |               |               |               |                        |                        |                        |                        |                        |                        |                       |                       |                       |                       |          |          |          |          |          |          |          |          |
|               |               |               |               |                   |                   |                   |                   |                   |                   |         |         |                      |                      |                      |                      |                      |                      |             |             |             |             |             |             |  |  |               |               |               |               |               |               |                        |                        |                        |                        |                        |                        |                       |                       |                       |                       |          |          |          |          |          |          |          |          |
|               |               |               |               | Філіп I Вродливий | Філіп I Вродливий | Філіп I Вродливий | Філіп I Вродливий | Філіп I Вродливий | Філіп I Вродливий |         |         | Хуана I              | Хуана I              | Хуана I              | Хуана I              | Хуана I              | Хуана I              |             |             |             |             |             |             |  |  |               |               |               |               |               |               | Марія Арагонська       | Марія Арагонська       | Марія Арагонська       | Марія Арагонська       | Марія Арагонська       | Марія Арагонська       |                       |                       | Мануел I              | Мануел I              | Мануел I | Мануел I | Мануел I | Мануел I |          |          |          |          |
|               |               |               |               | Філіп I Вродливий | Філіп I Вродливий | Філіп I Вродливий | Філіп I Вродливий | Філіп I Вродливий | Філіп I Вродливий |         |         | Хуана I              | Хуана I              | Хуана I              | Хуана I              | Хуана I              | Хуана I              |             |             |             |             |             |             |  |  |               |               |               |               |               |               | Марія Арагонська       | Марія Арагонська       | Марія Арагонська       | Марія Арагонська       | Марія Арагонська       | Марія Арагонська       |                       |                       | Мануел I              | Мануел I              | Мануел I | Мануел I | Мануел I | Мануел I |          |          |          |          |
|               |               |               |               |                   |                   |                   |                   |                   |                   |         |         |                      |                      |                      |                      |                      |                      |             |             |             |             |             |             |  |  |               |               |               |               |               |               |                        |                        |                        |                        |                        |                        |                       |                       |                       |                       |          |          |          |          |          |          |          |          |
|               |               |               |               |                   |                   |                   |                   |                   |                   |         |         | Карл I               | Карл I               | Карл I               | Карл I               | Карл I               | Карл I               |             |             |             |             |             |             |  |  |               |               |               |               |               |               | Ізабелла Португальська | Ізабелла Португальська | Ізабелла Португальська | Ізабелла Португальська | Ізабелла Португальська | Ізабелла Португальська |                       |                       |                       |                       |          |          |          |          |          |          |          |          |
|               |               |               |               |                   |                   |                   |                   |                   |                   |         |         |                      | Карл I               | Карл I               | Карл I               | Карл I               | Карл I               |             |             |             |             |             |             |  |  |               |               |               |               |               |               | Ізабелла Португальська | Ізабелла Португальська | Ізабелла Португальська | Ізабелла Португальська | Ізабелла Португальська | Ізабелла Португальська |                       |                       |                       |                       |          |          |          |          |          |          |          |          |
|               |               |               |               |                   |                   |                   |                   |                   |                   |         |         |                      |                      |                      |                      |                      |                      |             |             |             |             |             |             |  |  |               |               |               |               |               |               |                        |                        |                        |                        |                        |                        |                       |                       |                       |                       |          |          |          |          |          |          |          |          |
|               |               |               |               |                   |                   |                   |                   |                   |                   |         |         | Катерина Австрійська | Катерина Австрійська | Катерина Австрійська | Катерина Австрійська | Катерина Австрійська | Катерина Австрійська |             |             |             |             |             |             |  |  |               |               |               |               |               |               | Жуан III               | Жуан III               | Жуан III               | Жуан III               | Жуан III               | Жуан III               |                       |                       |                       |                       |          |          |          |          |          |          |          |          |
|               |               |               |               |                   |                   |                   |                   |                   |                   |         |         | Катерина Австрійська | Катерина Австрійська | Катерина Австрійська | Катерина Австрійська | Катерина Австрійська | Катерина Австрійська |             |             |             |             |             |             |  |  |               |               |               |               |               |               | Жуан III               | Жуан III               | Жуан III               | Жуан III               | Жуан III               | Жуан III               |                       |                       |                       |                       |          |          |          |          |          |          |          |          |
|               |               |               |               |                   |                   |                   |                   |                   |                   |         |         |                      |                      |                      |                      |                      |                      |             |             |             |             |             |             |  |  |               |               |               |               |               |               |                        |                        |                        |                        |                        |                        |                       |                       |                       |                       |          |          |          |          |          |          |          |          |
|               |               |               |               |                   |                   |                   |                   |                   |                   |         |         |                      |                      |                      |                      |                      |                      | Філіп II    | Філіп II    | Філіп II    | Філіп II    | Філіп II    | Філіп II    |  |  | Марія-Мануела | Марія-Мануела | Марія-Мануела | Марія-Мануела | Марія-Мануела | Марія-Мануела |                        |                        |                        |                        |                        |                        |                       |                       |                       |                       |          |          |          |          |          |          |          |          |
|               |               |               |               |                   |                   |                   |                   |                   |                   |         |         |                      |                      |                      |                      |                      |                      | Філіп II    | Філіп II    | Філіп II    | Філіп II    | Філіп II    | Філіп II    |  |  | Марія-Мануела | Марія-Мануела | Марія-Мануела | Марія-Мануела | Марія-Мануела | Марія-Мануела |                        |                        |                        |                        |                        |                        |                       |                       |                       |                       |          |          |          |          |          |          |          |          |
|               |               |               |               |                   |                   |                   |                   |                   |                   |         |         |                      |                      |                      |                      |                      |                      |             |             |             |             |             |             |  |  |               |               |               |               |               |               |                        |                        |                        |                        |                        |                        |                       |                       |                       |                       |          |          |          |          |          |          |          |          |
|               |               |               |               |                   |                   |                   |                   |                   |                   |         |         |                      |                      |                      |                      |                      |                      |             |             |             |             | Карлос      |             |  |  |               |               |               |               |               |               |                        |                        |                        |                        |                        |                        |                       |                       |                       |                       |          |          |          |          |          |          |          |          |